# János Sajnovics

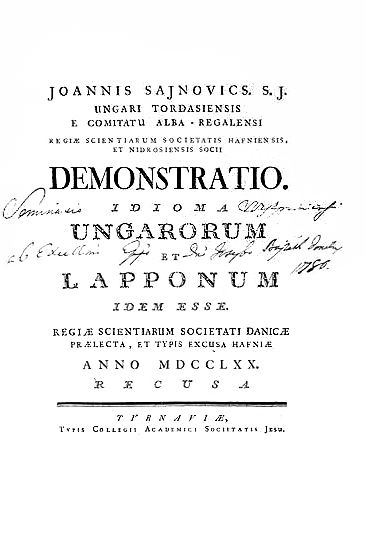
Demonstratio, 1770

János Sajnovics (auch Joannis, Joannes oder Johannes, * 12. Mai 1733 in Tordas; † 4. Mai 1785 in Buda) war ein ungarischer Jesuit, Mathematiker, Astronom und Sprachwissenschaftler, der mit seinem grundlegenden Werk entscheidend zur Entstehung der Finnougristik beitrug.

## Leben und Werk
János Sajnovics trat 1748 in den Jesuitenorden ein, in dem er sich neben seinen Religionsstudien auch ausgiebig der Mathematik und Astronomie widmete. In den Jahren 1758 bis 1760 war er Gehilfe des Direktors der Universitätssternwarte Wien, Maximilian Hell. Als dieser vom dänischen König Christian VII. eingeladen wurde, um auf Vardø in Nord-Norwegen den Venusdurchgang von 1769 zu beobachten, kam er auf die Idee, seinen Ordensbruder Sajnovics mitzunehmen, damit dieser auf Basis seiner Muttersprache Ungarisch überprüfen könnte, ob an den seit dem 17. Jahrhundert kursierenden Theorien über eine Verwandtschaft zwischen den Ungarn und den Samen etwas dran sei.
Hell kannte Johannes Scheffers populäres Werk Lapponia (1673), in dem u. a. Vergleiche zwischen Samisch und Finnisch angestellt werden und wusste möglicherweise auch von Olof Rudbecks vergleichender finnisch-ungarischer Wörterliste von 1717. Martin Fogels Werk von 1669, das bereits einen Vergleich zwischen Finnisch und Ungarisch enthält, war damals unbekannt, da es erst Ende des 19. Jahrhunderts wiederentdeckt wurde.
Sajnovics konnte sich zwar nicht mit den Samen, mit denen er Kontakt aufnahm, unterhalten, glaubte aber in ihrer Intonation Ähnlichkeiten zu seiner Muttersprache erkennen zu können. Nach Abschluss der mathematischen und astronomischen Arbeiten verfasste er daher in Kopenhagen seine Abhandlung Demonstratio. Idioma Ungarorum et Lapponum idem esse ('Beweis, dass die Sprache der Ungarn und Samen dieselbe ist'), die 1770 in der Reihe der Abhandlungen der Königlich Dänischen Akademie der Wissenschaften erschien, im gleichen Jahr noch einmal in Trnava (dt. Tyrnau, ung. Nagyszombat), wohin Sajnovicz zurückgekehrt war. Sie war die erste umfassende Abhandlung zum Vergleich zweier finnougrischer Sprachen, die „auch heute noch standhalten“ kann, wodurch gemeinsam mit der ein gutes Vierteljahrhundert später verfassten Untersuchung von Samuel Gyarmathi (1799) eine neue Phase in der Geschichte der Finnougristik eingeleitet wurde.
Das Besondere an seiner Arbeit war, dass er über reine Wortvergleichungen hinaus großes Augenmerk auf die Morphologie der Sprachen legt, wodurch sie die „erste Monographie zur Klärung der Verwandtschaft finnisch-ugrischer Sprachen mit vielseitiger Beleuchtung und Begründung ist und […] zu einem der frühesten Anfänge der geschichtlich-vergleichenden Sprachwissensssschaft wurde.“

## Trivia
In Anerkennung seiner Arbeit in der Astronomie benannte die Internationale Astronomische Union 2010 den Asteroiden 114659 nach ihm.

## Editionen derDemonstratio
- Demonstratio. Idioma Ungarorum et Lapponum idem esse. Hafniæ 1770.
- Demonstratio. Idioma Ungarorum et Lapponum idem esse. Typis Collegii Academici Societatis Jesu, Tyrnaviæ 1770.
- Johannis Sainovics Beviis, at Ungarernes og Lappernes Sprog er det samme. Det Kongelige Wäysenhuses Bogtrykkerie, og paa dets Forlag, trykt af Gerhard Wiese Salicath. 1770.
- Demonstratio. Idioma Ungarorum et Lapponum idem esse. Reprod. of the orig. With an introd. by Thomas A. Sebeok. Research Cent. for the Lang. Scienc. Indiana Univ. Indiana Univ. Publications, Uralic and Altaic Series. 91, Bloomington 1968. 11 Bl., 132 S.
- Beweis, daß die Sprache der Ungarn und Lappen dieselbe ist. (Aus dem Lateinischen übertragen von Monika Ehlers.) Mit Anmerkungen und Nachwort hrsg. von Gyula Décsy und Wolfgang Veenker. Harrassowitz, Wiesbaden 1972. 163 S. (Veröffentlichungen der Societas Uralo-Altaica. 5)
- Demonstratio. Sajnovics János bizonyítása a magyar és a lapp nyelv azonos. Constantinovitsné Vladár, Zsuzsa; Szíj, Enikő. ELTE, Budapest 1994. 157 S.